# Srážka vrtulníku a ultralehkého letadla na Mallorce
Dne 25. srpna 2019 okolo 13.36 hod se poblíž města Inca na španělském ostrově Mallorca srazil vrtulník Bell 206 L3 LongRanger německé firmy Rotorflug Helicopters a ultralehké letadlo. Při srážce zahynuli oba piloti a všichni cestující v obou strojích. 
Vrtulník letěl z letiště Son Bonet na jihozápadě ostrova do města Manacor na východě ostrova. Ke srážce došlo ve výšce asi 300 m. Trosky dopadly do venkovské oblasti a nezpůsobily větší škody.
Ve vrtulníku zahynul kromě italského pilota také Augustus Inselkammer junior († 43) člen jedné z nejbohatších rodin v Bavorsku spolu s manželkou Christine († 41), synem Maxem († 11) a dcerou Sophií († 9).